# 迪特尔·文迪施
迪特尔·文迪施（德語：Dieter Wendisch，1953年5月9日—），德国前男子赛艇运动员。他曾代表东德参加1976年和1980年夏季奥林匹克运动会赛艇比赛，获得二枚金牌。